# Elizabeth Ryan

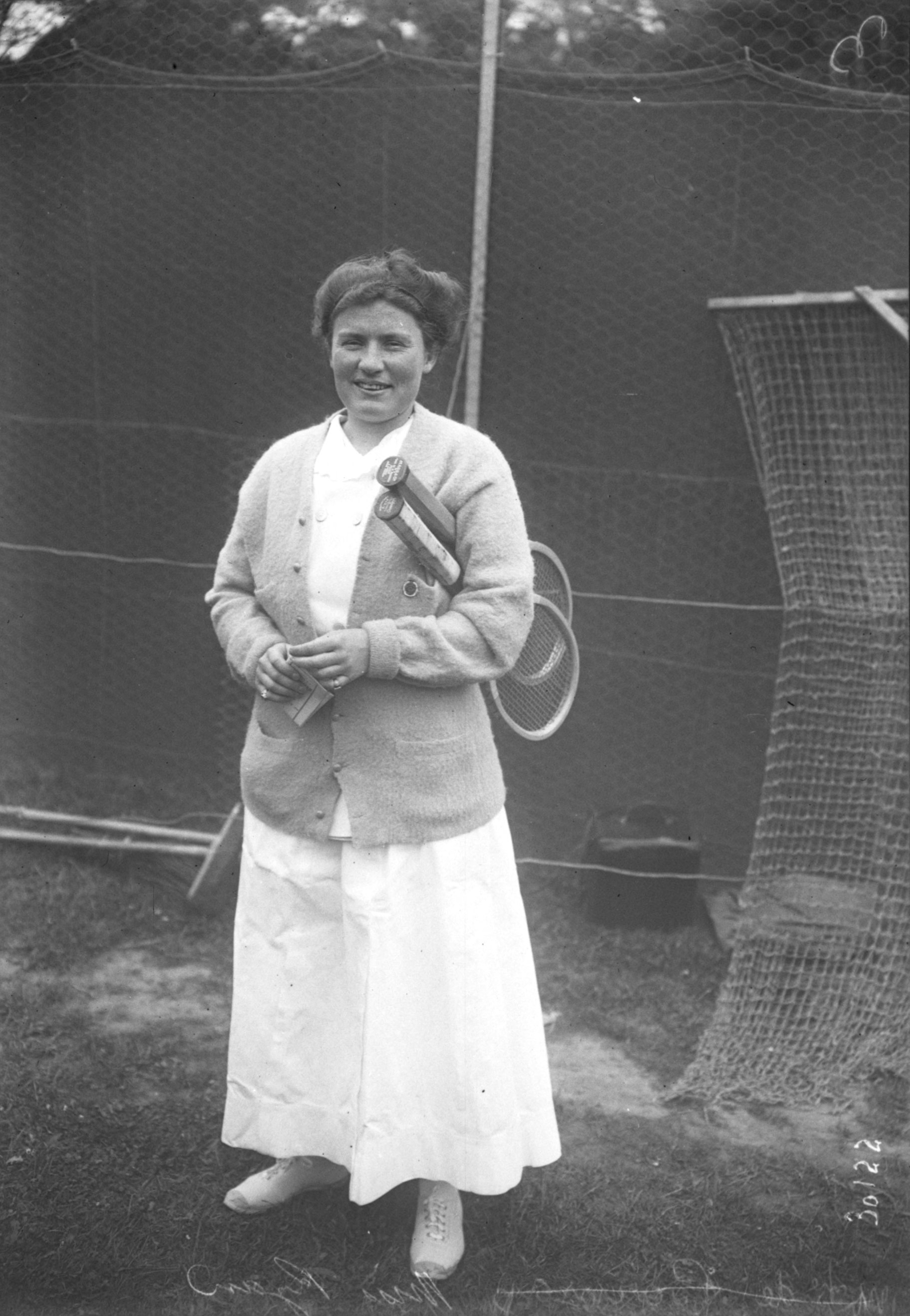

Elizabeth Ryan (Anaheim, 5 de fevereiro de 1892 - Wimbledon, 6 de julho de 1979) foi uma tenista estadunidense.
Ryan ganhou 30 títulos de Grand Slam, 19 em duplas e 11 em duplas mistas, e ainda teve quatro finais de simples.
Destacou-se pelos diversos títulos em duplas conquistados ao lado da tenista Suzanne Lenglen no torneio de Wimbledon.

## Grand Slam finais

### Simples: 4 (4 vices)
| Resultado | Ano  | Campeonato                     | Piso   | Oponente                | Placar        |
| --------- | ---- | ------------------------------ | ------ | ----------------------- | ------------- |
| Vice      | 1921 | Wimbledon                      | Grass  | Suzanne Lenglen         | 2–6, 0–6      |
| vice      | 1922 | World Hard Court Championships | Saibro | Suzanne Lenglen         | 3–6, 2–6      |
| Vice      | 1926 | US Open                        | Grama  | Molla Bjurstedt Mallory | 6–4, 4–6, 7–9 |
| Vice      | 1930 | Wimbledon                      | Grama  | Helen Wills Moody       | 2–6, 2–6      |